# Societat Thule
La Societat Thule (en alemany Thule-Gesellschaft), va ser una societat secreta alemanya de caràcter Völkisch, racista i ocultista fundada el 17 d'agost de 1918 per Rudolf von Sebottendorf a Múnic. A l'origen era un grup d'estudis etnològics que s'interessava especialment en l'antiguitat germànica i el pangermanisme ari (el seu nom original era Studiengruppe für germanisches Altertum o Grup d'estudi de l'antiguitat alemanya). Els seus mites racistes i ocultistes van inspirar el misticisme i la ideologia nacionalsocialista.
Aquesta societat, com altres grups d'aquella època, pretenia trobar una identitat ètnica i històrica per Alemanya, país que només estava unificat des del 1871. Alguns membres provenien de les més altes esferes del partit Nazi, incloent Rudolf Hess i Alfred Rosenberg. Malgrat que Adolf Hitler no en va ser membre, va rebre suport del grup. Un dels membres, Dietrich Eckart, a qui més tard Hitler dedicaria el seu llibre Mein Kampf, l'educà en l'habilitat de parlar en públic.
El seu òrgan de premsa era el Münchener Beobachter (l'Observador de Múnic), el qual més tard esdevindria el Völkischer Beobachter (l'Observador del Poble). També s'especula que la Societat Thule estava estretament relacionada amb l'Ordre dels Teutons (1912). Va patrocinar al Partit Obrer Alemany (DAP), més tard transformat per Adolf Hitler en el Partit Nacional Socialista dels Treballadors Alemanys (NSDAP).

## Creences de la Societat Thule
Un dels fonaments principals de la Societat Thule van ser els orígens de la raça ària. "Tule" (Θούλη) era un territori mític situat pels geògrafs grecoromans al nord més llunyà. El nom de la societat prové d'Ultima Thule (en llatí: la Thule més distant), mencionada pel poeta romà Virgili al seu poema èpic l'Eneida, i generalment s'entén que aquest territori correspon a l'actual Escandinàvia. Els místics nazis la consideraven la capital de l'antiga Hiperbòria i la situaven a l'extrem més al nord, pròxima a Groenlàndia o Islàndia.
Els membres de la societat creien en la teoria de la terra buida en el seu interior. També tenien com a objectiu, entre d'altres, el desig de demostrar que la raça ària provenia d'un continent perdut, potser de l'Atlàntida.

## El fundador: Rudolf von Sebottendorf
Rudolf von Sebottendorf va estar profundament influït pel misticisme sufí, així com per altres filosofies orientals i en particular, pels escrits d'Helena Blavatsky. S'inspirà en el llibre de Blavatsky The Secret Doctrine per a començar la seva pròpia recreació de l'antic mite germànic i postulà un moment històric en el qual ell teoritzà que la raça ària seria restablerta amb les seves glòries anteriors sota l'aparença d'una raça de superhomes. Von Sebottendorf esdevingué la figura principal de la Societat Thule, la qual era un dels precursors del Partit Nacional Socialista dels Treballadors Alemanys. Quan aquest pujà al poder va integrar la Societat Thule dintre de la secció de les SS Ahnenrbe.
La Societat de Thule va atreure uns 250 seguidors a Múnic i uns 1500 a la resta de Baviera. Els agents de la Societat Thule s'infiltraren dins les formacions armades del Partit Comunista a Múnic i conspiraren amb l'objectiu de destruir el partit, planificant el segrest del seu cap Kurt Eisner i llançant un atac contra el govern comunista de Múnic el 30 d'abril de 1919.
La societat es vinculà amb diverses organitzacions ultradretanes de treballadors a Múnic a través d'Anton Drexler. L'organització resultant va ser coneguda com a Munich Deutsche Arbeiterpartei (DAP) o Partit dels Treballadors Alemanys. Va ser al DAP que Hitler fou presentat el 1919. L'1 d'abril de 1920 el DAP va ser reconstituït com a Partit Nacional Socialista dels Treballadors Alemanys (NSDAP) també conegut com a Partit Nazi.
Von Sebottendorf havia abandonat la Societat Thule i mai es va fer membre del DAP o del Partit Nazi. Molts altres membres de la Societat Thule o del DAP van ser més endavant personatges prominents de l'Alemanya nazi, com Dietrich Eckart, Gottfried Feder, Hans Frank, Karl Harrer, Rudolf Hess, Alfred Rosenberg i Julius Streicher. A Dietrich Eckart, que havia entrenat les habilitats de Hitler pel discurs públic, li va dedicar aquest el seu llibre Mein Kampf. Encara que s'ha afirmat habitualment que Adolf Hitler n'era membre no n'hi ha cap evidència. Per contra, sí que n'hi ha que no van assistir mai a cap reunió, com ho testifica el diari de Johannes Hering de les reunions de la Societat. Altres membres van ser Karl Fiehler, Wilhelm Frick, Michel Frank, Heinrich Jost, Wolfgang Pongratz, Wilhelm Laforce, Johann Ott, Hans Riemann, Max Seselmann i Hans-Arnold Stadler. Dos aristòcrates ben coneguts del grup van ser la comtessa Hella von Westarp, que actuava de secretària de Rudolf von Sebottendorff, i el príncep Gustav von Thurn und Taxis, detinguts i executats pel govern de la República Soviètica de Baviera en 1919. Von Sebottendorf fou agent alemany a Istanbul des de 1942 fins a 1945 (tot i que es creu que treballava pels anglesos com a agent doble). Se suïcidà el 8 de maig de 1945, presumptament saltant al Bòsfor.